# Håvard Bøkko
Håvard Bøkko, född 2 februari 1987 i Hønefoss, är en norsk skridskoåkare.
I november 2005 satte han tre världsrekord för juniorer på två veckor. Bøkko blev juniorvärldsmästare säsongen 2006. Efter säsongen 2005/2006 höll Bøkko alla norska rekord för juniorer på distanser från 500 meter till 10.000 meter. Säsongen 2006/2007 blev han fyra i EM och VM. Han vann sin första världscupseger 2 december 2007. Han vann världscupen säsongen 2007/2008 på 5000/10000 meter.